# Biertowice
Biertowice ist eine Ortschaft mit einem Schulzenamt der Gmina Sułkowice im Powiat Myślenicki der Woiwodschaft Kleinpolen in Polen.

## Geographie
Der Ort liegt im Salzburger Vorgebirge (Pogórze Wielickie) am Fluss Harbutówka.
Die Nachbarorte sind Izdebnik im Westen, Podchybie im Norden, Krzywaczka im Osten, Rudnik im Südosten, Sułkowice im Süden.

## Geschichte
Der Ort wurde im Jahre 1334 als Biertultowicz[e] erstmals urkundlich erwähnt, als der Besitzer Żegota dem Maciej Gründungsprivileg nach Deutschem Recht gab. Der Name ist patronymisch abgeleitet vom Vornamen Biertołt/Bartołt/Bartułt (≤ deutsch Berthold) mit dem typischen patronymischen slawischen Wortende -(ow)ice.
Später ging der Ort in das Eigentum des Königs über und gehörte bis zu den Teilungen Polens zur Starostei Lanckorona.
Bei der Ersten Teilung Polens kam Biertowice 1772 zum neuen Königreich Galizien und Lodomerien des habsburgischen Kaiserreichs (ab 1804).
1918, nach dem Ende des Ersten Weltkriegs und dem Zusammenbruch der k.u.k. Monarchie, kam Biertowice zu Polen. Unterbrochen wurde dies nur durch die Besetzung Polens durch die Wehrmacht im Zweiten Weltkrieg. Es gehörte dann zum Generalgouvernement.
Von 1975 bis 1998 gehörte Biertowice zur Woiwodschaft Krakau.
Die Kirche wurde im Jahre 1992 von Franciszek Macharski geweiht und die Pfarrei im Jahre 2006 errichtet.

## Verkehr
Am nördlichen Rande des Dorfes verläuft die Staatsstraße DK 52, die Bielsko-Biała mit Krakau verbindet.